# يونانيون بنطيون
اليونان البنطيون أو اليونان البنطسيون هي مجموعة عرقية يونانية قطنت تاريخيا جنوب البحر الأسود (المعروف سابقا بالبحر البنطي أو بحر البنطس). يتحدث هؤلاء لغة يونانية تطورت بشكل مختلف عن تلك المنتشرة في اليونان بسبب التباعد الجغرافي بينهما.
تعرض البنطيون لمجازر على يد العثمانيين انتقل معظمهم إلى اليونان أثناء التبادل السكاني بين البلدين في العشرينات. يعتنق غالبية اليونان البنطيون في اليونان وتركيا المسيحية الأرثوذكسية ويتبعون بطريركية القسطنطينية في إسطنبول. بينما لا تزال أقلية تعتنق الإسلام تعيش بمدينة طرابزون التركية.
في عام 1910 وصلت نسبة المسيحيين في البنطس حوالي 27% من السكان. أبرز المجموعات المسيحية كانت اليونانيين الأرثوذكس البنطيين والأرمن وتمركزت الجماعات المسيحية في البنطس في طرابزون وقارص. يشير عدد من الباحثين أن نسب وأعداد المسيحيين قد تكون أكثر وذلك بسبب تحول عدد من اليونانيين البنطيين إلى الإسلام شكلًا هربًا من الضرائب والاضطهادات في حين ظلوا يمارسون الشعائر المسيحية في السر. عشية الحرب العالمية الأولى وصلت أعداد الملّة اليونانية الأرثوذكسية حوالي 1.8 مليون نسمة.
خلال الحرب العالمية الأولى وما يليها (1914-1923) قامت حكومة تركيا الفتاة الوريثة للإمبراطورية العثمانية بتحريض أعمال العنف ضد الأقلية اليونانية البنطية في البنطس وغيرها من المناطق التي تقطنها الأقليات الإغريقية. تضمنت الحملة مذابح، وعمليات نفي من المناطق والتي تضمنت حملات قتل واسعة ضد هذه الأقليات؛ متثملة في المجازر وعمليات الترحيل القسري من خلال مسيرات الموت أو الإعدام التعسفي، فضلًا عن تدمير المعالم المسيحية الأرثوذكسية الثقافية والتاريخية والدينية. كان عدد الضحايا وفقاً للمصادر 300,000 إلى 360,000؛ أما بالنسبة إلى الترك اليونانيين فكانت أكبر. البعض نفي ليتخد ملاجئ بجوار الإمبراطورية الروسية. معظم اليونان الساكنين في البنطس رحلوا إلى اليونان وفقًا للاتفاقية التركية اليونانية لتبادل السكان عام 1923.
نفت الحكومة الوارثة للدولة العثمانية المذابح، وتعتبر أن الحملات على النطاق الواسع كانت تقوم بها الدولة العثمانية هي ردًا على أعمال الأقليات اليونانية ضد الدولة العثمانية، وأن الأقليات اليونانية كانت طابور خامس. أما قوات الحلفاء فقد رأتها بمنظور مختلف، مؤكدةً على أن الدولة العثمانية لها سوابقها في المذابح، والجرائم الإنسانية. وفي 2007، قامت جماعة الزمالة العالمية لدارسي المذابح بتوضيح الهدف من المذبحة مفسرة إياه بأنّ الحملة العثمانية ضد الأقليات المسيحية في الدولة العثمانية كانت مذبحة، بما فيها الحملة على اليونانيون.
في عام 1923 قانت اتفاقية التبادل السكاني بين اليونان وتركية وهي مرتكزة على أساس الهويّة الدينية، وتتضمن نقل المسيحيين اليونانيين الذين يعيشون في تركيا إلى اليونان ونقل المواطنين المسلمين الذي يعيشون في اليونان إلى تركية، هو كان تبادل السكانيّ الإلزامي الأول الواسع النطاق في القرن العشرين. شملت إتفاقيّة التبادل السكاني بين اليونان وتركيا اليونانيين البنطيين، حاليًا تترواح أعداد اليونانيين البنطيين بين مليوني نسمة إلى 2.5 مليون نسمة، يتواجدون في اليونان، وفي الشتات اليوناني خصوصًا في روسيا، وأوكرانيا، وألمانيا والسويد.

## طالع أيضًا
- المسيحية في تركيا
- المسيحية في الدولة العثمانية
- مذابح اليونانيين البونتيك
- بوغروم إسطنبول
- يونانيون الفنار
- يونانيون كبادوكيون
- أوروم